# Acalypha foresteriana
Acalypha foresteriana é uma espécie de flor do gênero Acalypha, pertencente à família Euphorbiaceae.